# Rio Binga
O rio Binga é um curso de água de Angola.